# Enrico Fantini
Enrico Fantini (ur. 27 lutego 1976 w Cuneo) – włoski piłkarz, grający na pozycji napastnika, trener piłkarski.

## Kariera piłkarska

### Kariera klubowa
Wychowanek klubów Cuneo i Juventus, w barwach ostatniego w sezonie 1994/95 rozpoczął karierę piłkarską. W sezonie 1995/96 został wypożyczony do Cremonese. Latem 1996 przeszedł do Venezii, skąd został wypożyczony do klubów Alessandria, Livorno, Cittadella, Chievo i Modena. W 2004 został zaproszony do Fiorentiny. W sezonie 2005/06 grał na zasadach wypożyczenia w Torino. Potem występował w klubach Bologna, ponownie Modena oraz Alessandria, Cuneo, Savona, Virtus Mondovì i Corneliano Roero. W 2015 został piłkarzem drużyny Brenta Ceva, w której zakończył karierę piłkarską.

### Kariera reprezentacyjna
W latach 1992–1996 występował w juniorskiej i młodzieżowej reprezentacjach Włoch.

## Kariera trenerska
W 2015 rozpoczął pracę trenerską w drużynie Virtus Mondovì, w następnym sezonie 2016/17 stał na czele Albese.

## Sukcesy i odznaczenia

### Sukcesy klubowe
Juventus
- mistrz Włoch: 1994/95
- zdobywca Pucharu Włoch: 1994/95

Cuneo
- mistrz Serie D: 2010/11